# Дипломатически мисии на Република Ирландия
Република Ирландия поддържа дипломатически отношения със 161 чуждестранни правителства. Ирландското правителство има 74 мисии по целия свят, които включват 55 посолства, 8 многостранни мисии, 8 генерални консулства, както и други офиси. Страната има също и 24 генерални почетни консула и още 62 други почетни консула.

## Европа
- Австрия
  - Виена (посолство)
- Белгия
  - Брюксел (посолство)
- България
  - София (посолство)
- Ватикан
  - Ватикана (посолство)
- Великобритания
  - Лондон (посолство)
  - Единбург (генерално консулство)
- Германия
  - Берлин (посолство)
- Гърция
  - Атина (посолство)
- Дания
  - Копенхаген (посолство)
- Естония
  - Талин (посолство)
- Испания
  - Мадрид (посолство)
- Италия
  - Рим (посолство)
- Кипър
  - Никозия (посолство)
- Латвия
  - Рига (посолство)
- Литва
  - Вилнюс (посолство)
- Люксембург
  - Люксембург (посолство)
- Малта
  - Валета (посолство)
- Норвегия
  - Осло (посолство)
- Полша
  - Варшава (посолство)
- Португалия
  - Лисабон (посолство)
- Румъния
  - Букурещ (посолство)
- Русия
  - Москва (посолство)
- Словакия
  - Братислава (посолство)
- Словения
  - Любляна (посолство)
- Унгария
  - Будапеща (посолство)
- Финландия
  - Хелзинки (посолство)
- Франция
  - Париж (посолство)
- Нидерландия
  - Хага (посолство)
- Чехия
  - Прага (посолство)
- Швейцария
  - Берн (посолство)
- Швеция
  - Стокхолм (посолство)

## Северна Америка
- Канада
  - Отава (посолство)
- Мексико
  - Мексико (посолство)
- САЩ
  - Вашингтон (посолство)
  - Бостън (генерално консулство)
  - Ню Йорк (генерално консулство)
  - Сан Франциско (генерално консулство)
  - Чикаго (генерално консулство)

## Южна Америка
- Аржентина
  - Буенос Айрес (посолство)
- Бразилия
  - Бразилия (посолство)

## Африка
- Египет
  - Кайро (посолство)
- Етиопия
  - Адис Абеба (посолство)
- Замбия
  - Лусака (посолство)
- Лесото
  - Масеру (посолство)
- Малави
  - Лилонгве (посолство)
- Мозамбик
  - Мапуто (посолство)
- Нигерия
  - Абуджа (посолство)
- Танзания
  - Дар ес Салаам (посолство)
- Уганда
  - Кампала (посолство)
- ЮАР
  - Претория (посолство)
  - Кейптаун (генерално консулство)

## Азия
- Виетнам
  - Ханой (посолство)
- Израел
  - Тел Авив (посолство)
- Източен Тимор
  - Дили (представителен офис)
- Индия
  - Ню Делхи (посолство)
- Иран
  - Техеран (посолство)
- Китай
  - Пекин (посолство)
  - Шанхай (генерално консулство)
- Малайзия
  - Куала Лумпур (посолство)
- Палестинска автономия
  - Рамала (представителен офис)
- Саудитска Арабия
  - Рияд (посолство)
- Сингапур
  - Сингапур (посолство)
- Турция
  - Анкара (посолство)
- Южна Корея
  - Сеул (посолство)
- Япония
  - Токио (посолство)

## Окения
- Австралия
  - Канбера (посолство)
  - Сидни (генерално консулство)

## Междудържавни организации
- - Брюксел - ЕС
  - Женева - ООН и други организации
  - Ню Йорк - ООН
  - Париж - ЮНЕСКО
  - Рим - ФАО
  - Страсбург - Съвет на Европа